# Wintersportmeisterschaften der Sowjetischen Besatzungszone 1949
Die ersten und einzigen Wintersportmeisterschaften der Sowjetischen Besatzungszone fanden vom 11. bis 15. Februar 1949 im thüringischen Oberhof statt. Kern der Meisterschaften waren die klassischen Nordischen Skidisziplinen Langlauf, Skispringen und Nordische Kombination, bei denen Wettbewerbe in verschiedenen Altersklassen durchgeführt wurden. In den Langlaufentscheidungen im Einzel und in der Staffel wurde dabei nur der Meister bei den Männern gekürt. Des Weiteren fand auch die erste Endrunde um die Ostzonen-Eishockeymeisterschaft statt. Eiskunstlauf wurde im Rahmenprogramm angeboten. Nur für Frauen und Jugendathleten fanden auch Wettbewerbe im Torlauf und in der alpinen Kombination statt. Überragender Athlet der Meisterschaften war der Mühlleithener Herbert Leonhardt, der vierfacher Meister wurde. Dabei gelang ihm dieser Erfolg innerhalb von nicht einmal 72 Stunden.

## Ski nordisch

### Langlauf
In der Einzelentscheidung, die am Freitag, den 11. Februar stattfand, sorgte der Vogtländer Herbert Leonhardt für eine erste Überraschung, als er statt sein Dauerkonkurrent Herbert Friedel den Wettbewerb für sich entschied. In der Staffel am darauffolgenden Samstagvormittag starteten beide Sportler zusammen in einer Mannschaft und entschieden den Wettbewerb mit sechs Minuten Vorsprung souverän für sich.

#### Einzel (16 km)
| Platz | Sportler          | Ort                  | Zeit (h) |
| ----- | ----------------- | -------------------- | -------- |
| 1     | Herbert Leonhardt | Aschberg-Mühlleithen | 1:09:04  |
| 2     | Herbert Müller    | Aschberg-Mühlleithen | 1:11:10  |
| 3     | Heinz Holland     | Schmiedefeld         | 1:11:37  |
| 4     | Albrecht Böttcher | Oberwiesenthal       | 1:11:47  |
| 5     | Herbert Friedel   |                      |          |

#### 4 × 8-km-Staffel
| Platz | Mannschaft     | Sportler                                              | Zeit (h) |
| ----- | -------------- | ----------------------------------------------------- | -------- |
| 1     | Auerbach I     | Herbert Müller Warg Herbert Leonhardt Herbert Friedel | 2:23:50  |
| 2     | Dippoldiswalde | Braun Lehmann Becker Kirsten                          | 2:29:51  |
| 3     | Annaberg I     | A. Tietz Krauß E. Tietz Böttger                       | 2:32:09  |

### Nordische Kombination
Das Ergebnis der Nordischen Kombination setzte sich aus dem Ergebnis der Langlaufentscheidung vom Freitag und zwei Sprungläufen am Samstagnachmittag, dem 12. Februar zusammen. Bemerkenswert daran ist, dass die meisten Sportler schon die Entscheidung der Langlaufstaffel vom Vormittag in den Knochen hatten.
| Platz | Sportler          | Ort                  | Punkte |
| ----- | ----------------- | -------------------- | ------ |
| 1     | Herbert Leonhardt | Aschberg-Mühlleithen | 451,2  |
| 2     | Heinz Holland     | Schmiedefeld         | 446,8  |
| 3     | Herbert Friedel   | Aschberg-Mühlleithen | 441,4  |

### Skispringen
Der Wettbewerb wurde am Sonntag, dem 13. Februar um 14 Uhr durch Altmeister Erich Recknagel eingesprungen. Auch hier entschied Herbert Leonhardt den Wettkampf für sich. Der später zeitweise beste DDR-Langläufer Cuno Werner belegte den dritten Rang. Außer Konkurrenz startete der erst 15-jährige Werner Lesser.
| Platz | Sportler          | Ort                  | 1. Sprung | 2. Sprung | Punkte |
| ----- | ----------------- | -------------------- | --------- | --------- | ------ |
| 1     | Herbert Leonhardt | Aschberg-Mühlleithen | 61m       | 69m       | 224,5  |
| 2     | Hans Dölling      | Schmiedefeld         | 58m       | 67m       | 218,6  |
| 3     | Cuno Werner       | Goldlauter           | 58m       | 62m       | 217,2  |

## Ski alpin

### Abfahrt
| Platz | Sportler          | Ort        | Zeit   |
| ----- | ----------------- | ---------- | ------ |
| 1     | Traudel Gottstein | Schönebeck | 2:17,1 |
| 2     | Vera Böhlmann     | Schierke   | 2:24,2 |
| 3     | Liane Unger       | Carlsfeld  | 2:32,3 |

### Spezialslalom
| Platz | Sportler          | Ort            | Zeit   |
| ----- | ----------------- | -------------- | ------ |
| 1     | Hilde Zeh         | Oberwiesenthal | 0:54,4 |
| 2     | Reiduhn Kühnstedt | Friedrichroda  | 0:56,7 |
| 3     | Traudel Gottstein | Schönebeck     | 1:00,2 |

### Alpine Kombination
| Platz | Sportler          | Ort            | Punkte |
| ----- | ----------------- | -------------- | ------ |
| 1     | Traudel Gottstein | Schönebeck     | 227,2  |
| 2     | Reidun Kühnstedt  | Friedrichroda  | 238,3  |
| 3     | Hilde Zeh         | Oberwiesenthal | 253,6  |

## Eishockey
→ Hauptartikel: Ostzonen-Eishockeymeisterschaft 1949
Auch die erste Meisterschaft der Ostzone im Eishockey wurde in Oberhof ausgetragen. Sieger wurde die SG Frankenhausen.